# ベアタ・パツト
ベアタ・パツト＝クロツコ（Beata Pacut-Kloczko 1995年12月13日- ）はポーランド出身の柔道選手。階級は78kg級。得意技は抑込技。

## 経歴
2014年のヨーロッパジュニア78kg級で2位になると、世界ジュニアでは2回戦で高山莉加を指導2で破るなどして3位になった。2015年の世界ジュニアでは5位だったが、U23ヨーロッパ選手権で3位になった。2016年には地元開催のヨーロッパオープン・ワルシャワで優勝した。2017年のヨーロッパ選手権団体戦で2位となった。2019年のミリタリーワールドゲームズで3位になった。2021年のグランドスラム・アンタルヤで2位になると、ヨーロッパ選手権では優勝を飾った。7月に日本武道館で開催された東京オリンピックでは2回戦で今大会優勝した濵田尚里に合技で敗れた。2022年のグランドスラム・テルアビブでIJFワールド柔道ツアー初優勝を飾った。世界選手権では3位になった。
IJF世界ランキングは3191ポイント獲得で7位(24/5/6現在)。

## 主な戦績
- 2011年 - ヨーロッパユースオリンピックフェスティバル　3位(70kg級)
- 2014年 - ヨーロッパジュニア　2位
- 2014年 - 世界ジュニア　3位
- 2015年 - 世界ジュニア　5位
- 2015年 - U23ヨーロッパ選手権　3位
- 2016年 - ヨーロッパオープン・ワルシャワ　優勝
- 2017年 - ヨーロッパ選手権　団体戦　2位
- 2017年 - グランプリ・タシュケント　2位
- 2017年 - U23ヨーロッパ選手権　3位
- 2018年 - グランプリ・トビリシ　3位
- 2018年 - グランドスラム・アブダビ　3位
- 2018年 - グランプリ・タシュケント　3位
- 2019年 - ミリタリーワールドゲームズ　3位
- 2021年 - グランドスラム・アンタルヤ　2位
- 2021年 - ヨーロッパ選手権　優勝
- 2022年 -　グランドスラム・テルアビブ　優勝
- 2022年 -　グランプリ・ザグレブ 5位
- 2022年 -　世界選手権 3位
- 2024年 - グランドスラム・ドゥシャンベ　3位

(出典)